# 四條畷の戦い
四條畷の戦い（しじょうなわてのたたかい）は、南北朝時代の正平3年/貞和4年1月5日（1348年2月4日）、河内国讃良郡野崎（大阪府大東市野崎）から北四条（同市北条）にかけて行われた、南朝河内守で楠木氏棟梁の楠木正行・実弟正時と、北朝室町幕府執事高師直・引付方頭人佐々木導誉との間の戦い
。
圧倒的に兵力で勝る師直軍に対し、正行から攻撃を仕掛け熾烈な戦いとなった。師直が野営地を築いていた野崎周辺は、当時は東を飯盛山などの生駒山地に、西を深野池に囲まれた狭い地であり、かつ湿地帯でもあった。そのため、大軍の騎馬兵の運用には不利であり、正行はそこを突いたという説がある。史料に乏しく戦闘経過には諸説あるが、いずれにせよ、少なくとも正行が師直を本陣である野崎から後退させ、北四条もしくはそれ以北までに押し込んだことは確実である。しかし、正行は北四条でついに力尽き、結果としては南朝側は正行含め27人もの武将が死亡、死者計数百人に及ぶ大敗となった。
楠木兄弟の戦死によって、南朝側は同月末に臨時首都吉野行宮を喪失し、賀名生へ逃れた。一方、この戦いの勝利と吉野行宮攻略によって執事師直の名声が高まったことで、幕府の事実上の最高権力者である足利直義（将軍尊氏の弟）との政治権力の均衡が崩れ、幕府最大の内部抗争の一つである観応の擾乱（1350年 - 1352年）が発生することになった。
なお、史実での戦闘発生地に基づけば「野崎・北四条の戦い」とでもなるはずだが、軍記物語『太平記』により「四條縄手の戦い」（『太平記』流布本による表記）あるいは「四條畷の戦い」（現在の四條畷市という自治体名に基づく表記）の呼称が著名である。

## 背景

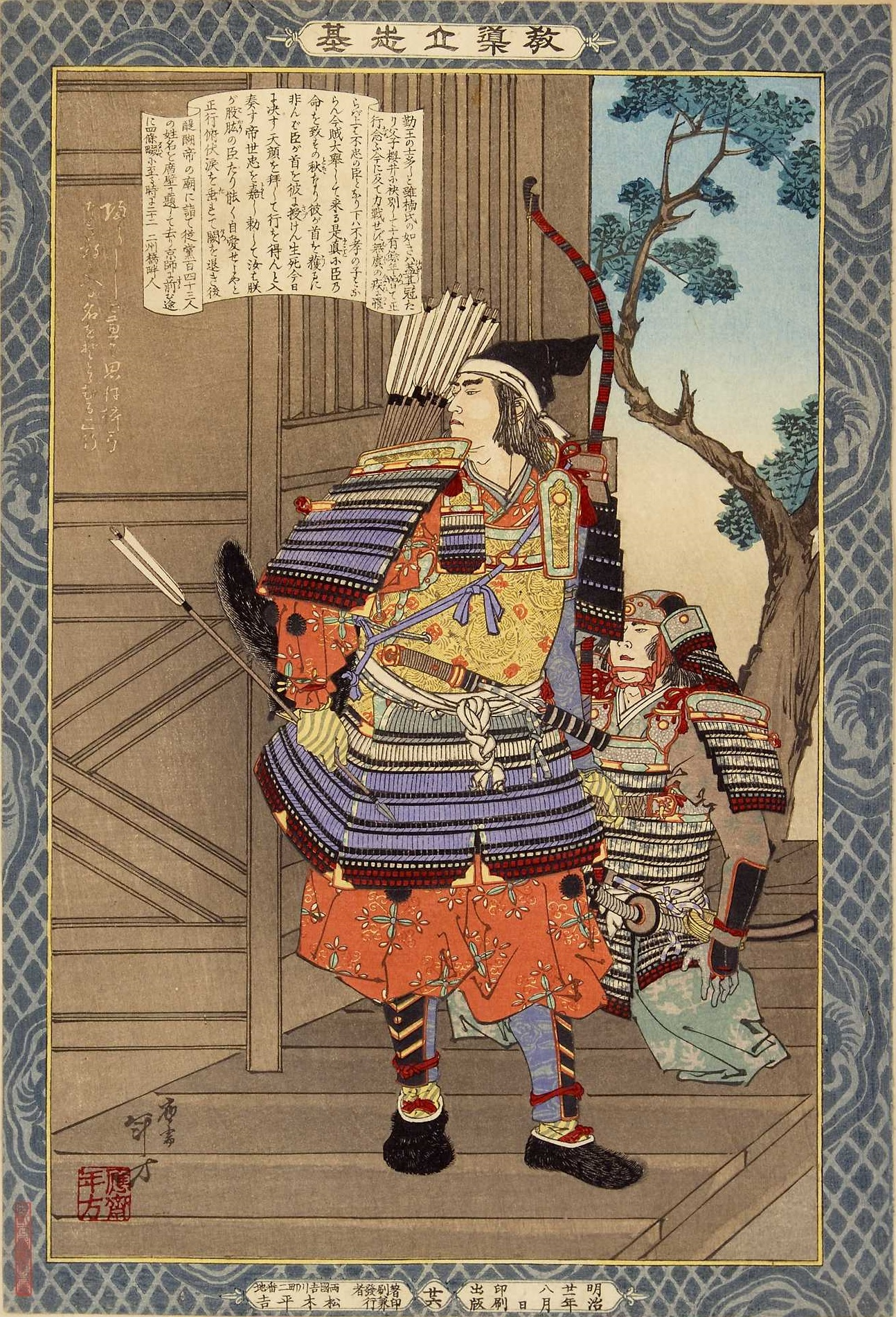
水野年方画『教導立志基』より『楠正行』。出征直前の楠木正行。

延元元年/建武3年5月25日（1336年7月4日）、楠木氏の棟梁楠木正成が湊川の戦いで敗死したため、しばらく楠木氏は宗家ではなく同族大塚氏の和泉守護代大塚惟正（楠木惟正）らが指揮をとって南朝方として戦っていた。
やがて、正成の子楠木正行が成長して延元5年/暦応3年（1340年）ごろから棟梁としての活動を始め、本拠地である河内国南部で次第に力を蓄えた。河内守となって7年間は一切戦いをしなかった正行だが、正平2年/貞和3年8月10日（1347年9月15日）に挙兵し、紀伊国を攻めた。その経緯の考察については、楠木正行#挙兵の準備と目的を参照。
その後は摂河泉まで進出し、足利方を脅かすようになった。同年9月、楠木軍は藤井寺近辺で細川顕氏を破り、11月には住吉付近で山名時氏を破った。

## 戦闘準備

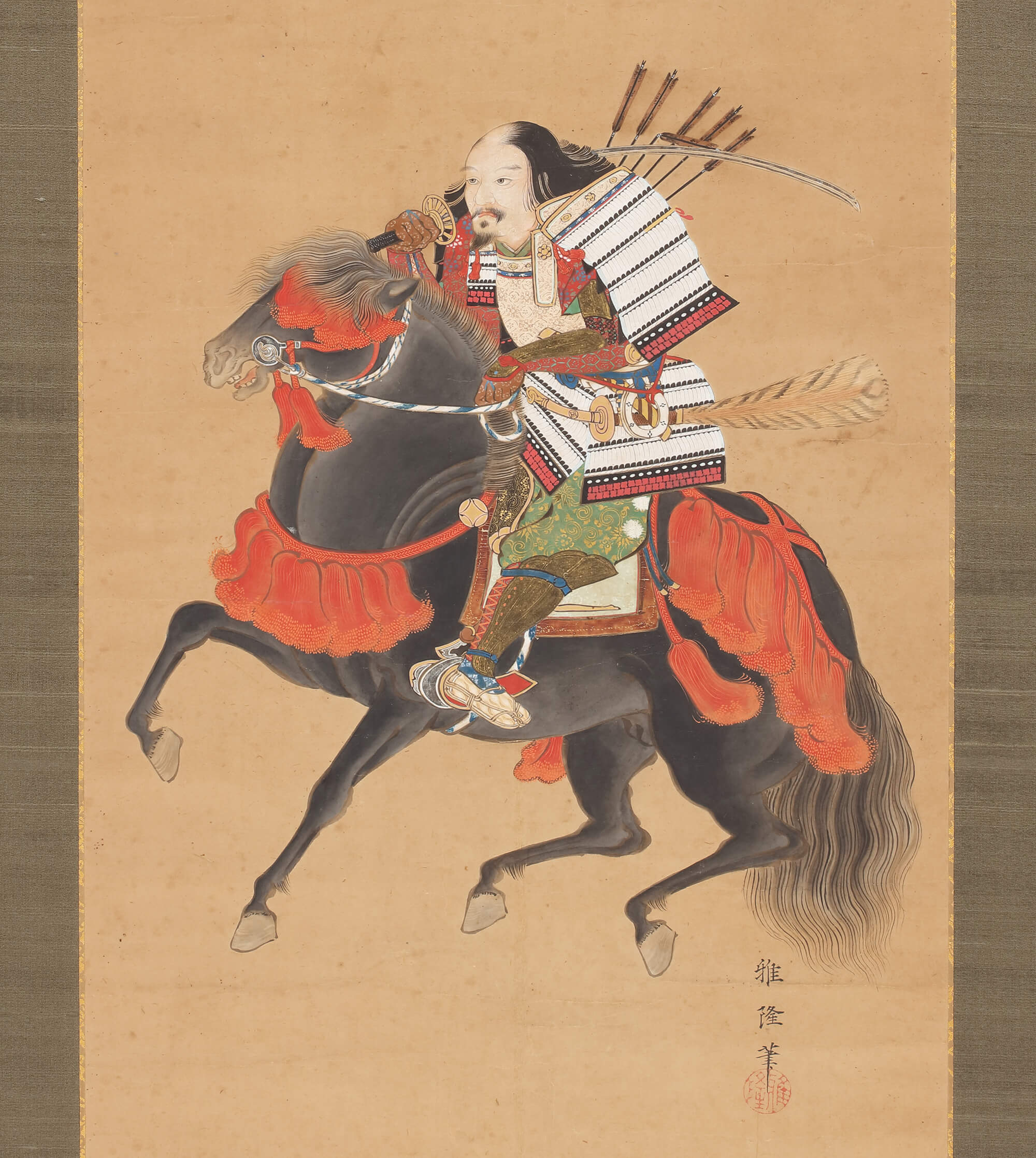
騎馬武者像。高師直かその親族説がある。

正行の怒涛の攻勢に、室町幕府は本格的な南朝攻撃を決意し、執事高師直を総大将、その弟の高師泰を第二軍の大将とする大軍を編成して河内に派遣することを決定した。
正平2年/貞和3年（1347年）12月14日、まずは第二軍の高師泰（執事高師直の弟）が先に出陣し（『師守記』『田代文書』）、和泉国堺浦（現在の大阪府堺市）に向かい、同地で待機（『淡輪文書』）。11月から幕将淡輪助重が南朝からの攻撃に対し和泉井山城（現在の大阪府阪南市箱作に所在）に立てこもっていたが、師泰の出陣を待って合流した（『淡輪文書』）。
総大将高師直の出発は初め18日夜と噂されていたが（『園太暦』）、なぜかそれより遅れ、25日（『東金堂細々要記』『建武三年以来期』）もしくは26日（『師守記』）に京を立ち、八幡に到着、諸国の兵の到着を待った。
この月、南朝・北朝・幕府の三勢力とも国家の存亡を決める決戦の気配を感じたのか、盛んに戦勝祈願を行った。例を挙げれば、17日、南朝の後村上天皇は、東寺に対し、後宇多天皇・後醍醐天皇の遺志を継いで「天下一統」を達成できた暁には、この寺を取り立てると約束して、戦勝祈願をさせた（『東寺文書』）。24日、北朝の光厳上皇は院宣を発して、醍醐寺に天下静謐を祈らせた（『醍醐地蔵院日記』）。26日、幕府の将軍弟足利直義は、天下静謐のため、東寺と神護寺に大般若経を37日間転読するように要請した（『東寺文書』『神護寺文書』）。

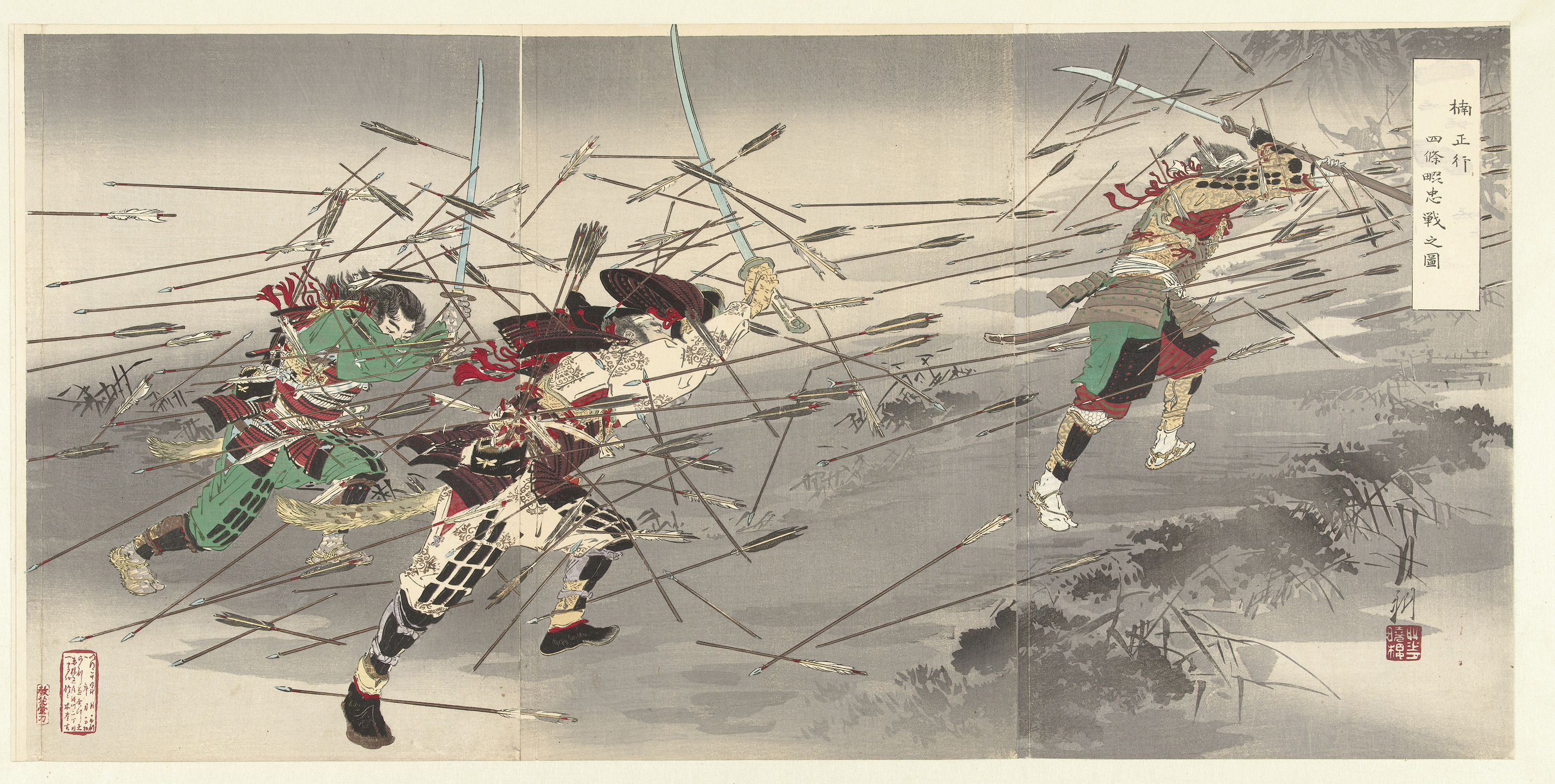
尾形月耕画『楠正行 四條畷忠戦之圖』

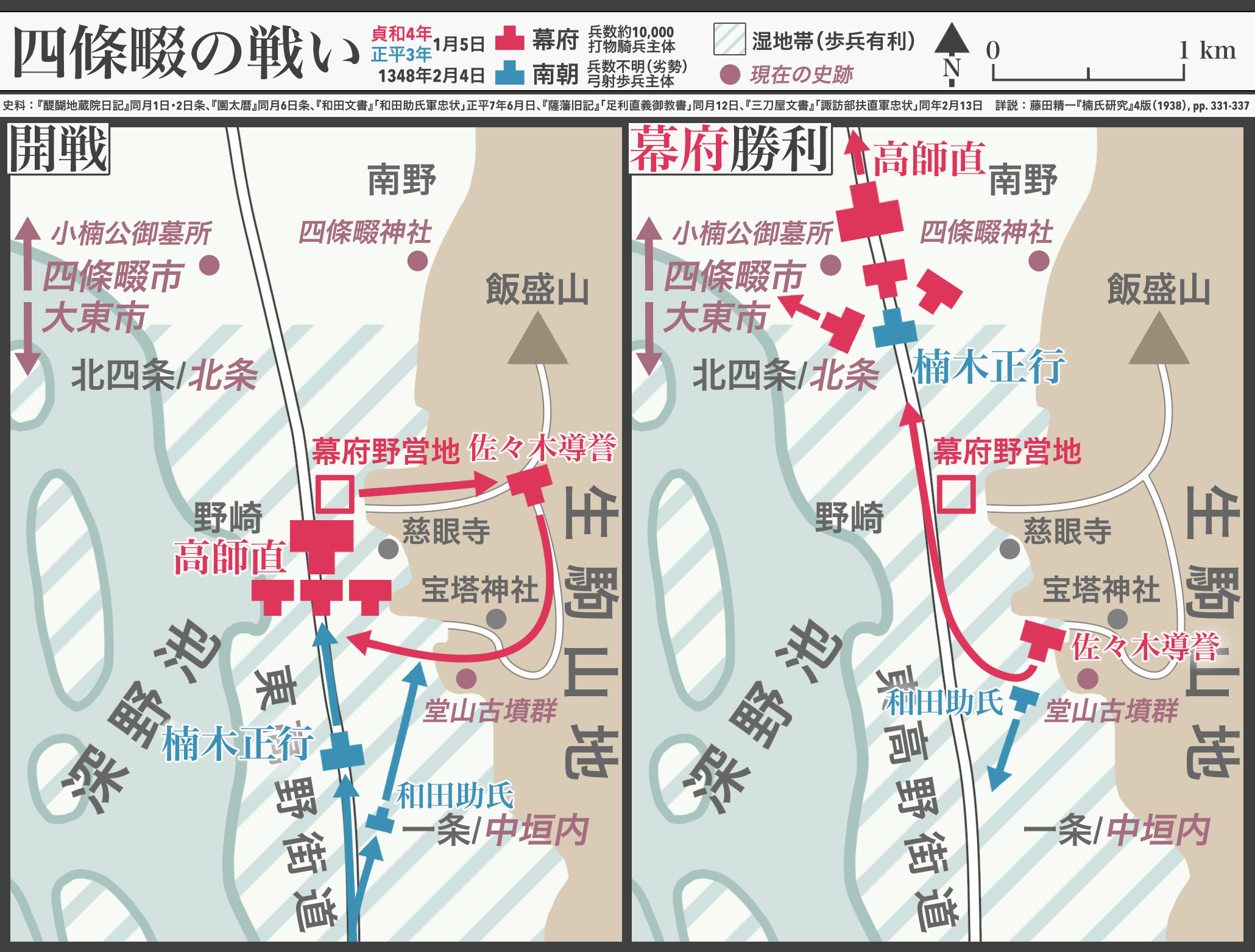
四條畷の戦い戦闘経過（一案）

年が明けて正平3年/貞和4年1月1日、諏訪部扶直ら幕府の諸将が八幡に到着（『三刀屋文書』）。他の有力武将としては、引付方頭人でバサラ大名として著名な佐々木導誉や（『三刀屋文書』）、足利氏支流佐野氏の武将佐野氏綱がいた（『古今消息集』）。

## 経過
山城国（京都府）から河内国（大阪府東部）へ入る手前で年を越した幕府軍は、正平3年/貞和4年（1348年）1月2日、ついに総大将の師直の第一軍が国境を越えて河内守正行の領国である河内国に入り、同国讃良郡野崎（大阪府大東市野崎）の辺りに逗留した（『醍醐地蔵院日記』同日条）。
それから3日後、正平3年/貞和4年1月5日（1348年2月4日）、讃良郡北四条（大阪府大東市北条）で正行と師直は激突した（『園太暦』同日条）。
しかし、この戦いに関する史料は極めて乏しい。戦闘経過について確実にわかっていることは、以下の程度である。
- 師直が讃良郡野崎（大阪府大東市野崎）に陣を敷いていたこと（『醍醐地蔵院日記』）[8]。
- 正行率いる南朝軍の方から攻撃を仕掛けたこと（『園太暦』）[1]。
- 主戦場および正行が討ち取られた場所は讃良郡北四条（大阪府大東市北条）であったこと（『薩藩旧記』「足利直義書状」等）[12]。なお、ここで注意すべきは、主戦場となった北四条は、師直の陣がある野崎の「北隣の」地域である、言い換えれば南征を試みる師直の進行方向とは、逆方向なことである[11]。
- 熾烈な戦いになったこと（『園太暦』「合戦頗火出程事成」）[1]。

生駒孝臣によれば、師直の勝因は兵数だけではなく、戦術でも正行に比べ一枚も二枚も上手であったためという。まず野崎に本陣を敷いた師直は、その東部から北東部にある飯盛山も占拠した。それに対し正行の行動は一歩遅れたため、東を飯盛山に、西を深野池（ふこうのいけ）に挟まれた東高野街道を一直線に進まざるを得ず、正面の師直本軍と右手の飯盛山支軍を同時に相手にすることになってしまった。必然的に、正行は正面の師直本陣に切り込むしかなかったのである。その一方、藤田精一は、正行があえてここで開戦に踏み切ったのは、当時の野崎から北四条（北条）は西方に深野池が流れる湿地帯であったため、大軍の運用に余り適しておらず、少数の手勢で奇襲すれば師直を討ち取れると考えたのではないかと指摘する。また、『太平記』では、南朝軍は最初騎兵だったのが途中から馬を降りて歩兵になったと描かれているが、藤田は正行は最初から歩兵を運用していたものとして説明し、また『太平記』の正行が南朝軍を三部隊に分けたとする描写とは違い、実際は前軍と後軍の二部隊に分けたのだろうとしている。
藤田・生駒ともに、圧倒的な兵力差でもなお一時的には正行が優勢であったとする。しかし、藤田によれば、東の飯盛山から降りてきた師直軍支隊に挟撃される格好となってしまい、南朝軍の後軍がそれによって機能しなくなってしまったという。それでもなお、正行率いる前軍は正面に攻撃を続けた。藤田によれば、四條畷の戦いの主戦場が北四条となっており、師直の本陣である野崎から北にずれているのは、正行の猛攻によって師直が撤退したからだという。湿地帯であるため、騎兵である師直の後退速度が遅いのも正行の作戦の範疇であり、南朝軍は追撃を続けた。しかし、ついに決定打を与えることが出来ないまま、幕府軍大将の師直は戦域からの離脱を完了した上に、南朝軍の戦線が伸びきってしまい、時刻も夕方を迎えて、正行らは力尽きてしまった。

## 結果
南朝では楠木正行とその弟（楠木正時）、そして和田新発（わだしんぼち。和田賢快とも。正行の従兄弟）が自害（『園太暦』）。その他、和田新発の弟の新兵衛尉（和田行忠）（『薩摩旧記』）、開住良円（『阿蘇文書』『東金堂細々要記』）、良円の息子（『東金堂細々要記』）、吉野の衆徒である青屋刑部（『阿蘇文書』）らも討死。正行も含めて27人もの武将が死亡した（『阿蘇文書』）。楠木氏宗家に次ぐ重鎮の武将大塚惟正（楠木惟正）は、南朝内の文書である『阿蘇文書』に戦死報告がされていないため、おそらく死んではいないと考えられるが、これ以降史料から姿を消すため、再起不能なほどの重症を負ったとも考えられる。楠木党側で生き残ってこの後も歴史に登場する武将は、後に和泉和田氏の棟梁となる和田助氏（みきたすけうじ、和田賢快兄弟とは別族）がいるが（『和田文書』）、逆に言えば他には知られないほどの惨状だった。戦死者は数百人を数えた（『薩摩旧記』『東金堂細々要記』）。『園太暦』によれば、首を切られたものだけではなく、生け捕りになったものも多かった。
一方、幕府側の損害もゼロではなく、上山修理亮高元（『常楽記』）、細川頼種（細川遠州家の祖）の長子細川頼行と頼種の従兄弟細川義春（『尊卑分脈』所収『細川系図』）ら数人の武将が討死した。とはいえ、南朝が受けた損害と比べれば圧勝だった。

## その後

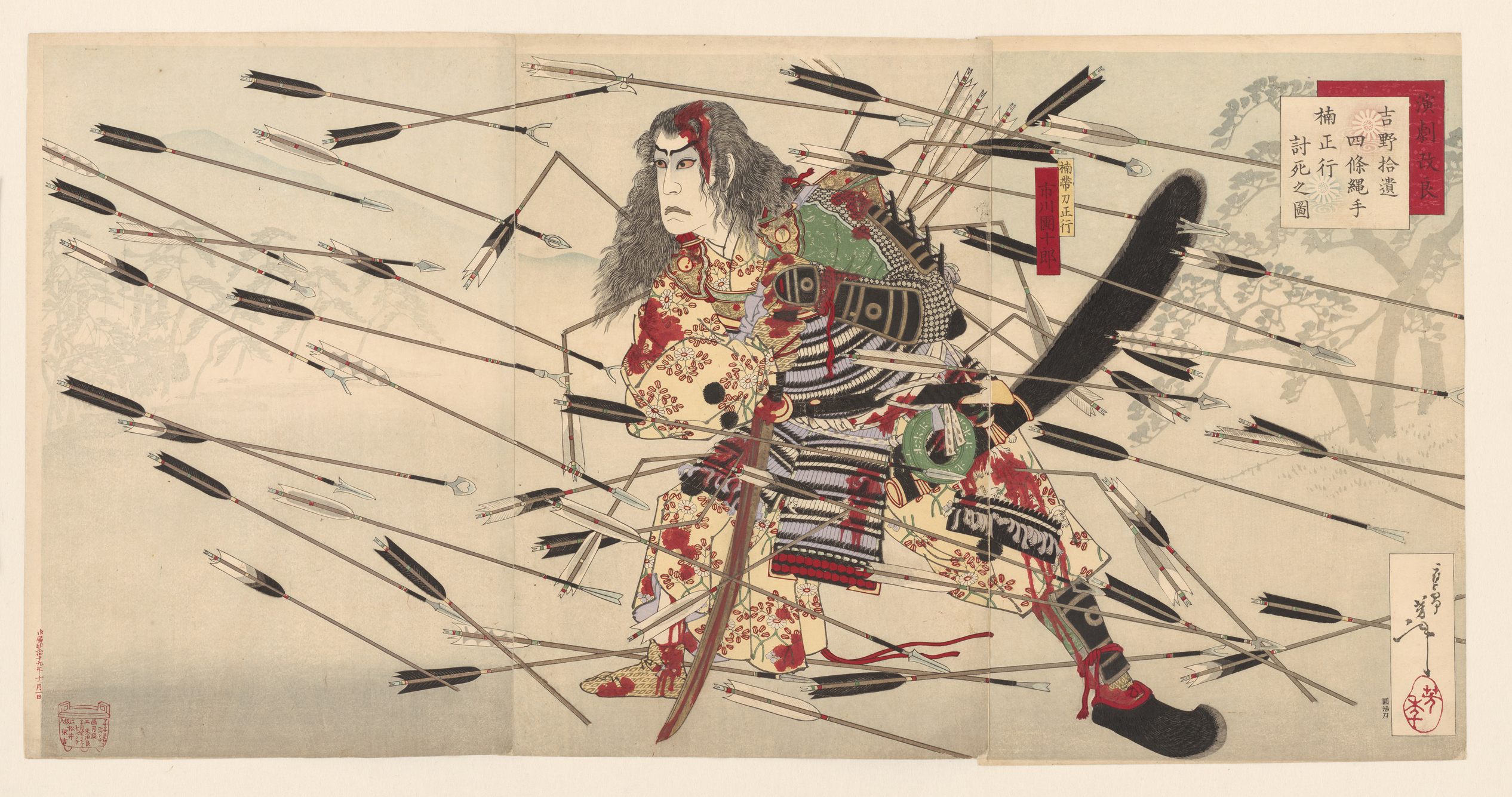
月岡芳年画『演劇改良』より『吉野拾遺四條縄手 楠正行討死之圖 楠帯刀正行 市川団十郎』。「劇聖」九代目市川團十郎が演じる正行の死を描いたもの。

翌6日、楠木正行らの首級は京都六条河原で晒された（『建武三年以来記』）。同6日、北朝の左大臣洞院公賢は、新年早々めでたいことだと喝采した（『園太暦』）。生駒によれば、これは敵に対する冷めた評価のようにも見えるが、どちらかといえばむしろ、京に刻々と迫る強大な敵将・楠木正行に対する恐怖心から開放された安堵感が漏れたものではないかという。同6日、南朝の宮将軍（興良親王？陸良親王？）と准大臣北畠親房は、和田助氏ら生き残りの武将を集め、北朝に寝返らず南朝に残れば多大な恩賞があると激励した（『和田文書』）。
正行・正時の幼少の弟楠木正儀が南朝大将と楠木氏棟梁の地位を継いで戦った（楠木正儀#初陣）。1月8日に堺から無傷のまま進撃した第二軍の高師泰軍を正儀が食い止めている間に、師直によって1月24日から28日の攻撃で南朝首都吉野行宮が陥落するが、正儀は2月8日の戦いで幕府に一矢報い、2月12日に高兄弟を撤退させることにかろうじて成功した（楠木正儀#吉野行宮陥落）。それからも幕府は直義の養子（将軍尊氏の非嫡出子）である若き勇将足利直冬を起用し大攻勢を仕掛けるなど、南朝には綱渡りの状態が続いた。
ところが、皮肉にも、正行を討ち吉野を攻略した師直の英名が絶頂に達したことで、直義と師直の間の政治力の均衡が崩れ去り、足利氏の内紛、観応の擾乱（1350年 - 1352年）と呼ばれる南北朝時代最大の政治闘争の一つに発展することになった。この擾乱を利用して南朝側は再起を図ろうとするが、その後も混沌が続いていった。

## 考察

### 兵数
師直軍の兵数については、『醍醐地蔵院日記』（『房玄法印記』同年1月1日条）によれば、第一軍の師直軍だけでおよそ一万の兵数があったという。
なお、高師泰の第二軍も編成されていたが、『太平記』では師直とは別行動を取って1月2日に堺に駐留しており、四條畷の戦いには参加していない。史料では師泰が堺に駐留していたことの直接的証拠はない。ただし、少なくとも史料では四條畷の戦い直後の1月8日に師直と別行動を取って古市（羽曳野市に所在）に駐屯し、そこから正行の館を焼き払うなどしている。
楠木軍の兵数については、『太平記』流布本では幕府軍と楠木軍の兵力差は20:1のため、これをそのまま当てはめると楠木軍の戦力は500人となる。新井孝重によれば、鎌倉時代最末期元弘の乱の頃の御家人は、平均20人程度の戦闘員と、馬丁・荷物持ち等2–3人の非戦闘員を連れていたという（ただし大雑把な平均であって、御家人によって数人から100人以上と幅は大きい）。正行軍には最低29人の軍事指揮官（死亡27人、大塚惟正、和田助氏）がいたから、指揮官自身も含めると最低の兵数は29 * (1 + 20 + 2.5)=約682人で、500人とはそれほど外れていない。無論、これはほとんど死亡した指揮官に基づく最低兵数の概算であるため、生き残りも含めた場合の兵数は不明。

### 合戦の場所
軍記物（フィクション）である『太平記』により「四條畷（四條縄手）」の戦場名が有名だが（「畷」は農地と農地を繋ぐ間道のこと）、史実で戦闘が起こった場所は河内国佐良々（さらら、讃良郡）の「北四条」という場所である（『薩摩旧記』足利直義書状および『古今消息通』佐野氏綱軍忠状）。
中世での北四条がどこだったか厳密には不明だが、少なくとも江戸時代には讃良郡北条村に「北」「四条」「辻」の3つの集落が存在し、実際、『河内志』（享保12年（1727年）開板）所収『讃良郡古蹟志』でも「四条畦戦場〈在北四条邑、／邑属北条邑〉」と、北条村の中での「北四条」が四條畷の戦いの古戦場だったことを記している。明治時代になってから、北条村が四条村（現在の大東市東部）と改称され、北四条が大字北条になるという、地名の逆転現象が起きた。現在の大阪府大東市北条に当たる。
かつては大阪府東大阪市の四条（縄手）ではないかという説もあったが、ここは旧郡名でいえば河内郡四条村であって、讃良郡でも北四条でもないから、明らかに誤りである。ただ、長野という人物が、明治19年（1886年）に「楠の井手」なる場所を掘ったら人馬の遺骨や武具が出てきたと主張したが、長野は供養のためにそれらの遺骨・遺品をまた埋め直したと述べ、そのため証拠品は現存せず、事実かどうか不明である。
現在の大阪府四條畷市は、小楠公御墓所という伝説がある場所に、明治23年（1890年）、四條畷神社が建立されたことから発展して市名になったもので、史実として四條畷の戦いと関係があるかは不明。ただ、貝原益軒が元禄2年（1689年）に旅行した時は、既に正行・正時の墓と称される墓があったという（『南遊紀行』）。

## 『太平記』での描写
『太平記』では、南朝方で四条隆資・楠木正家・三輪西阿、幕府方で細川頼春・細川清氏・今川範国なども参戦しているが史実かは不明。史実では討死したか不明な大塚惟正（楠木惟正）も戦死したことにされてしまっている。日付も細かい部分が違う（師直が八幡から出陣したのが1月3日になっているなど）。
また、楠木正行の本陣は往生院だったと描かれる。正行は玉砕を心に決め、決死の覚悟を歌にして、「返らじと　かねて思へば　あづさ弓　なき数にいる　名をぞとゞむる」の辞世の句を残したという逸話で有名だが、四條畷の戦いが玉砕覚悟の戦いだったというのは複数の研究者から否定されている（楠木正行#玉砕戦か否か）。
両軍の兵数は幕府軍60,000（堺に待機する師泰軍と合わせると80,000）、南朝軍3,000と、『太平記』特有の大幅な誇張表現がなされている。ただ、討死した武将の数については、「和田・楠が兄弟4人と一族23人」と書かれており、これは史実と一致するため（一族と言っていいか不明な武将も含まれるとはいえ）、著者らがそれなりに取材を行った上で、話を面白くするためにあえて雑兵の数を誇張した事情は伺われる。

## 関連画像

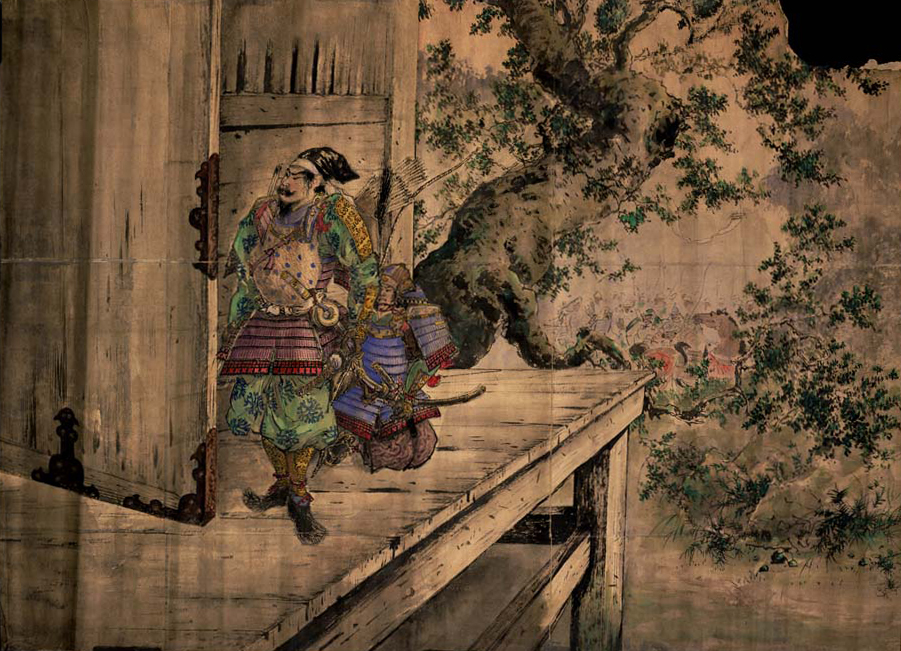
高橋由一『如意輪堂ニ於ケル小楠公』
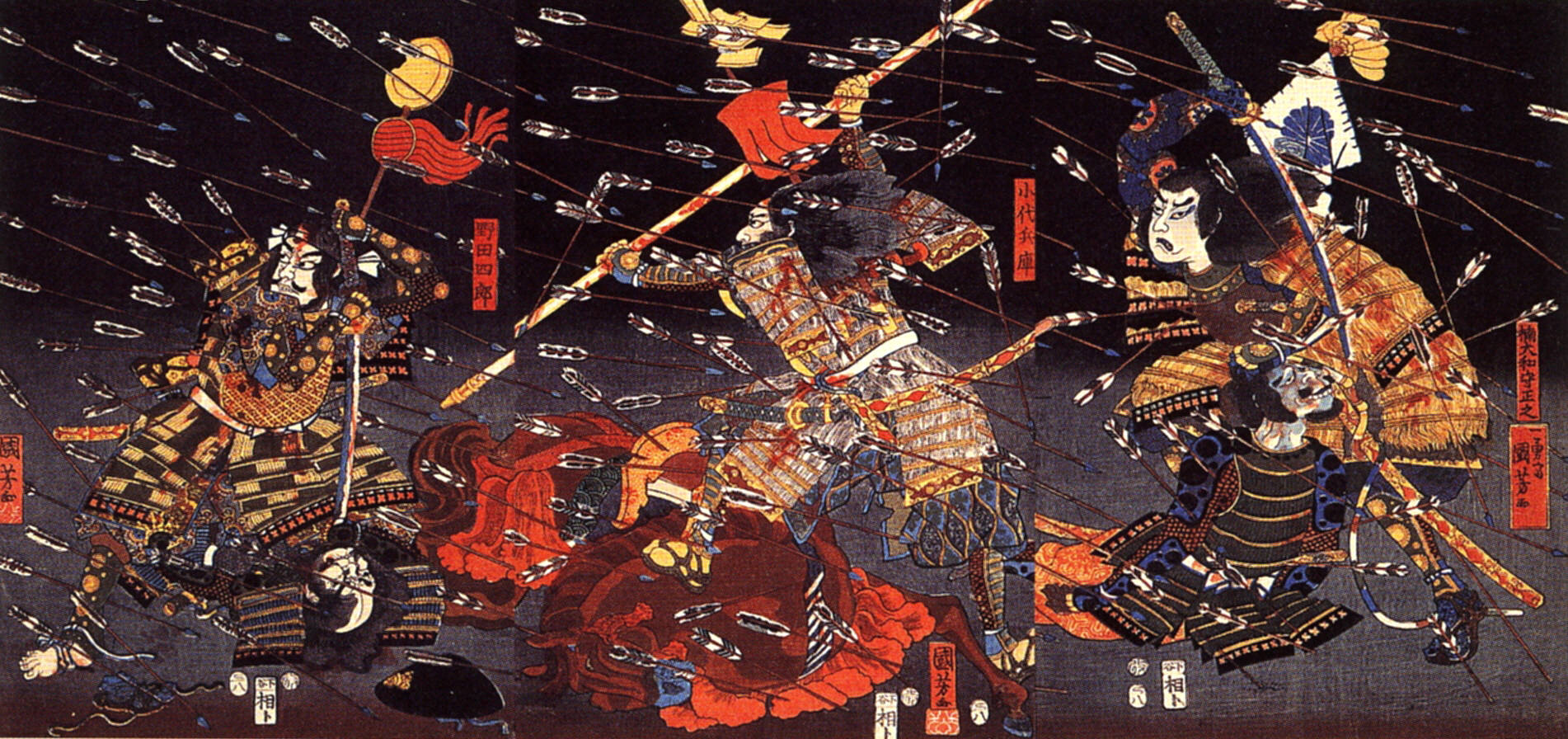
四条畷の戦い（歌川国芳画）
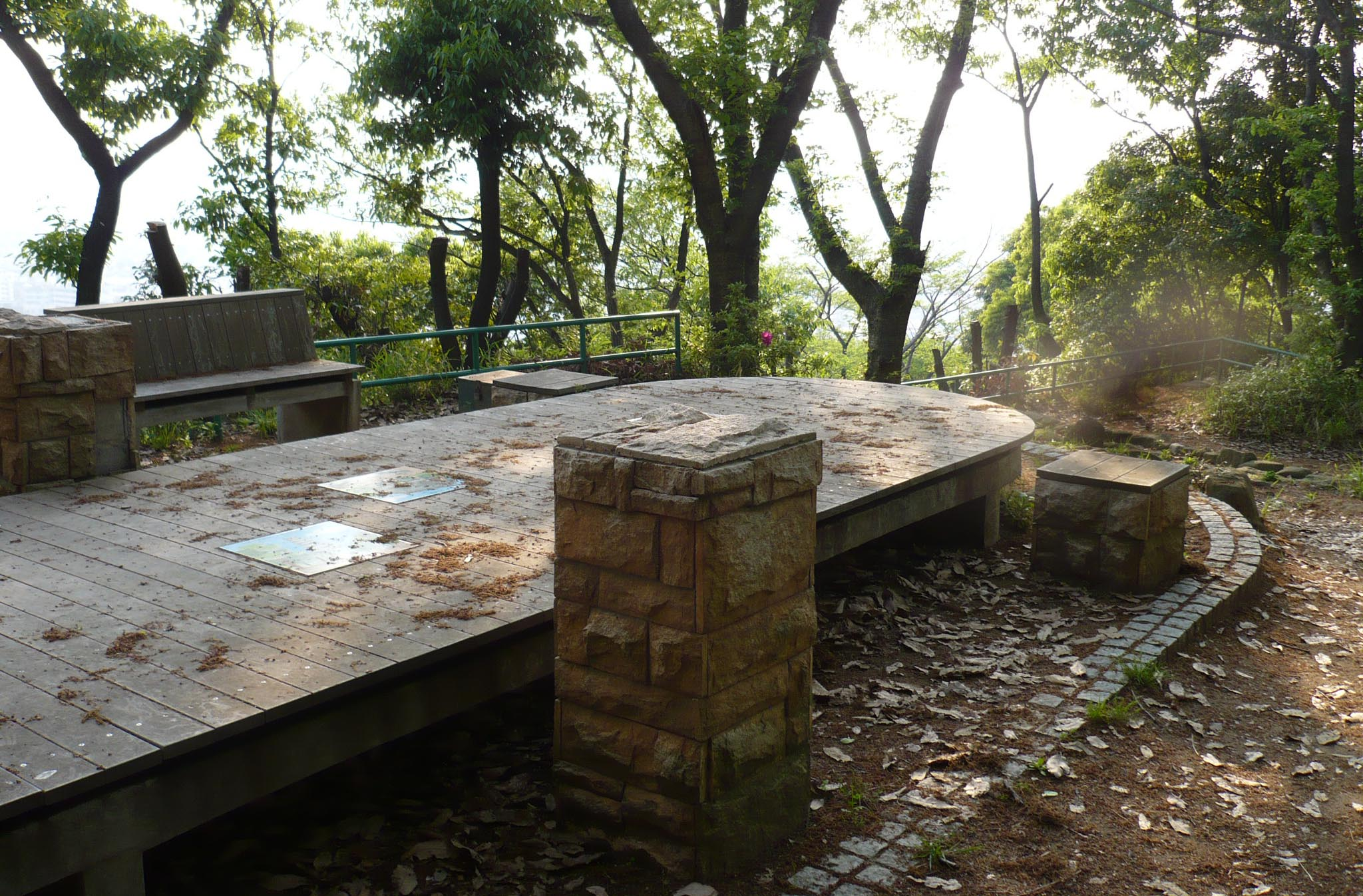
野崎城址。ここから高師直軍が出陣した。